# Чайтанья
Чайта́нья Махапрабху́ (бенг. চৈতন্য মহাপ্রভূ, IAST: Caitanya Mahāprabhu; 1486, Навадвип — 1534, Пури) — основоположник гаудия-вайшнавской традиции индуизма, где он рассматривается как особое воплощение Радхи и Кришны в одном лице — Кришна в умонастроении Радхи, явившийся с целью постичь всю силу её любовной преданности к себе и дать всем людям чистую любовь к Богу. По мнению последователей, приход Чайтаньи был предсказан в Ведах и Пуранах. В других традициях индуизма Чайтанья почитается как святой вайшнавский аскет-монах и религиозный реформатор.
Чайтанья выступил продолжателем вайшнавского направления в веданте. Он основал новую ведантическую школу ачинтья-бхеда-абхеда, ставшую базой для гаудия-вайшнавского богословия. Согласно учению Чайтаньи, «между индивидуальными душами (джива) и Бхагаваном существует одновременно единство и различие». Основываясь на философии «Бхагавата-пураны» и «Бхагавадгиты», Чайтанья проповедовал бхакти-йогу (йогу любви и преданности Богу) и установил первостепенную важность поклонения Радхе-Кришне. Чайтанья сделал основой духовной практики сопровождающееся танцами публичное пение (санкиртана) мантры «Харе Кришна» и других гимнов и мантр. Многократное повторение имён Бога Чайтанья объявил «важнее любых теологических упражнений».
Чайтанья родился под деревом ним и поэтому его называют Нима́й. Другое имя Чайтаньи, Га́ура (или Гауранга), в переводе с санскрита означает «золотистый» и было дано ему потому, что его кожа была золотистого цвета.
Существует много агиографий Чайтаньи, в которых подробно описаны его жизнь и учение. Самыми известными из них являются «Чайтанья-чаритамрита» Кришнадасы Кавираджи, «Чайтанья-бхагавата» Вриндаваны Дасы и «Чайтанья-мангала», автором которой был Лочана Даса. Эти труды изначально были написаны на бенгали, но на сегодня переведены и изданы на русском и других языках мира.

## Жизнеописание

### Вайшнавизм в Бенгалии перед приходом Чайтаньи
Несмотря на то, что к концу XV века в Бенгалии существовала заметная вайшнавская литературная традиция, вайшнавизм не получил там широкого распространения, значительно уступая по популярности буддизму и тантризму. Главным культурным и интеллектуальным центром Бенгалии был город Навадвипа, находившийся под властью мусульман. Навадвипа была известна по всей Бенгалии и за её пределами как центр традиционной брахманской учёности. Одной из основных достопримечательностей Навадвипы была школа «новой логики» (навья-ньяя), в которой господствовал дух секулярной учёности. Главной заботой здесь было приобретение светского образования, а вовсе не поиск решения вопросов, связанных с душой и Богом. Вайшнавы Навадвипы рассматривали всё это как плачевный упадок религии. Так, в пьесе Кавикарнапуры «Чайтанья-чандродая-натака» сообщается о «ложных аскетах», «дурных тантриках», о людях, предающихся мясоедению и винопитию. Вриндавана Даса в поэме «Чайтанья-бхагавата» говорит о царящем повсюду безверии и религиозном формализме.

### Молитвы Адвайты Ачарьи
Духовным лидером вайшнавов Навадвипы в то время был Адвайта Ачарья, последователь знаменитого вайшнавского подвижника Мадхавендры Пури. Санатана Госвами в своём труде «Вайшнава-тошани» называет его «тем, кто посадил в мире древо кришна-бхакти-расы». Другим известным деятелем вайшнавизма в Бенгалии того времени был Шриваса Тхакур и обратившийся в вайшнавизм из ислама Харидаса Тхакур. В «Чайтанья-чаритамрите» Кришнадасы Кавираджи рассказывается, что удручённые царившим вокруг безбожием и материализмом, Харидаса Тхакур, Адвайта Ачарья и Шриваса Тхакур молили Кришну о том, чтобы он явился спасти мир. Описывается, что из сострадания к человечеству, изнывающему под бременем Кали-юги, Адвайта Ачарья горячо молил Кришну низойти и постоянно поклонялся ему в форме шалаграма-шилы, поднося ему воду из Ганги и листья священного дерева туласи. Ответом на его молитвы было нисшествие в мир Чайтаньи Махапрабху.

### Родители Чайтаньи
Родители Чайтаньи, Джаганнатха Мишра и Шачидеви, жили в маленькой деревне Майяпур, являвшейся частью города Навадвипы. Они происходили из вайшнавских брахманских семей. Джаганнатха Мишра был родом из района Силхет. Он пришёл в Навадвипу с целью учёбы, но после женитьбы на Шачидеви, дочери известного брахмана-учёного Навадвипы Ниламбары Чакраварти, навсегда поселился на берегу Ганги в Майяпуре. Джаганнатха Мишра был бедным брахманом и поддерживал свою семью, собирая подаяния.
У Джаганнатхи Мишры и его жены Шачидеви родилось восемь дочерей, все из которых умерли в раннем возрасте, после чего чета посвятила себя воспитанию двух оставшихся в живых сыновей, Вишварупы и Вишвамбхары. Вишвамбхара был десятым, самым младшим ребёнком. Именно он позднее стал известен как Нимай Пандит, а затем, после принятия санньясы — как Чайтанья Махапрабху.
В гаудия-вайшнавизме считается, что Джаганнатха Мишра в своём прошлом воплощении был отцом Кришны Васудевой и приёмным отцом Кришны — Нандой. А мать Чайтаньи, Шачидеви, была матерью Кришны Деваки и приёмной матерью Яшодой.

### Непорочное зачатие
За 13 месяцев до рождения Чайтаньи, Джаганнатхе Мишре приснился сон, в котором ему явился Кришна. Кришна вошёл в его ум, затем перешёл в сердце его супруги Шачидеви и оттуда в её чрево. Таким образом, считается, что Чайтанья не был зачат обычным образом — его зачатие было непорочным. Вскоре Шачи обнаружила, что была беременна. Она приобрела необычайную, неземную красоту, подобную красоте богини процветания Лакшми. Джаганнатхе Мишре больше не нужно было просить подаяния, так как отовсюду начали приходить люди и давать ему деньги, еду и драгоценности. Джаганнатха Мишра не мог понять, почему это происходит, и спросил об этом свою жену, которая предположила, что, возможно, в её чреве находится великая святая душа, которая и приносит им удачу и благополучие. С каждым днём красота Шачидеви всё возрастала. Её тело излучало необычайное сияние и все, кто видели её, недоумевали, думая, что она носит в своём чреве очень особого младенца.

### Боги возносят молитвы Чайтанье, находящемуся во чреве матери
Дом Джаганнатхи Мишры начали посещать различные девы с небесных планет и возносить молитвы ещё находившемуся во чреве Шачидеви Чайтанье, который был самим Кришной. В своих молитвах девы говорили о том, что Кришна явился в эту Кали-югу как Чайтанья Махапрабху. В каждой юге Кришна воплощается на земле. Обычно он приходит для того, чтобы дать людям мукти, освобождение. Но в этом воплощении Кришна явился для того, чтобы свободно раздавать всем чистую любовь к Богу. Девы говорили, что пришли не для того, чтобы просить у Чайтаньи материальные благословения, так как будучи обитателями небесных планет, у них имелось всего в достатке и никаких материальных проблем для них просто не существовало. Их проблема заключается в том, что они были постоянно окружены объектами чувственного наслаждения: красивыми апсарами, садами, реками, озёрами; они обладали мистическими способностями и в результате забыли о любовном преданном служении Кришне, были лишены возможности получить чистую любовь к Богу. Девы говорили, что все люди вскоре получат милость Чайтаньи и просили его о том, чтобы он также пролил свою милость на обитателей небесных планет, жаждующих получить чистую любовь к Кришне, Кришна-прему.
Девы, обладая мистическими способностями, являлись невидимыми для Джаганнатхи Мишры и Шачидеви. Но иногда Чайтанья, ради шутки, делал их тени видимыми для глаз своей матери и она, принимая их за злых духов, начинала повторять мантры Нарасимхи, прося его защиты. Девы также приходили в замешательство, не понимая, как Шачидеви была способна видеть их. Затем Чайтанья делал так, что тени девов опять становились невидимыми. Иногда Шачидеви могла слышать, как девы воспевали мантры и гимны во славу младенца, находившегося в её лоне.

### Поклонение Адвайты Ачарьи
Однажды дом Джаганнатхи Мишры посетил Адвайта Ачарья, который в то время был лидером брахманов Навадвипы. Он обошёл семь раз вокруг Шачидеви, поклонился ей и преподнёс ей в дар сандаловую пасту, попросив, чтобы она накладывала её себе на живот, дабы младенец находился в прохладе. Шачидеви и Джаганнатха Мишра были крайне удивлены и обрадованы, подумав, что если такой уважаемый брахман пришёл поклониться им, младенец во чреве Шачидеви должен быть исключительной личностью.

### Рождение Чайтаньи
Прошло девять, десять, одиннадцать месяцев, миновал год, но Чайтанья так и продолжал оставаться во чреве своей матери. Тогда обеспокоенный Джаганнатха Мишра пошёл за советом к своему тестю, Ниламбарке Чакраварти, который был известным ведическим астрологом. Он сделал астрологические расчёты и объявил, что ребёнок родится только по прошествии 13 месяцев, в день предстоящего лунного затмения. Это предсказание исполнилось, и через месяц, в полнолуние, на восходе луны, вечером 18 февраля 1486 года, Чайтанья явился на свет. Родители дали ему имя Вишвамбхара. Так как Вишвамбхара родился под деревом ним, которое росло во дворе дома Джаганнатхи Мишры, родители в детстве называли Вишвамбхару именем Нимай. Нимай был необычайно красив: его кожа была золотистого цвета и тело его излучало сияние. Так как в момент его рождения происходило лунное затмение, жители Надии, как заведено в таких случаях, с громкими возгласами «Харибол!» («Пой Имя Хари!»), «Говинда!» и «Харе Кришна!» принимали омовение в Ганге. Согласно индуистским поверьям, во время лунных затмений человек оскверняется и для очищения должен омыться в водах Ганги или другой священной реки.
В индуизме, рождение во время лунного затмения считается неблагоприятным и родители Чайтаньи были в недоумении, почему Чайтанья родился именно в этот день. Они спросили об этом Шривасу Тхакура, который объяснил это тем, что момент на самом деле был благоприятным, так как большинство обитателей Надии были заняты киртаном — воспеванием святых имён Кришны, принимая при этом омовение в священной реке. Совпадение явления Чайтаньи с лунным затмением указывает на особый характер его миссии, которая заключалась в том, чтобы проповедовать важность воспевания святых имён Бога в Кали-югу. Рождение Чайтаньи во время лунного затмения также объясняется тем, что луна спряталась в момент явления Чайтаньи, которого прославляют как «сияющего, как миллионы лун».
Кроме того, описывается, что в Бенгалии того времени был такой сильный религиозный упадок, что брахманы вовсе запретили киртан под предлогом того, что люди были недостаточно чисты для пения святых имён Бога. Получила распространение идея, что воспевание святых имён Бога несовершенными людьми может разрушить духовную силу, содержащуюся в них. Киртан дозволялся только в момент принятия омовения в Ганге, когда человек, под влиянием очистительной силы священной реки, не находился более в осквернённом состоянии.
На следующий день после рождения сына, Джаганнатха Мишра устроил большой фестиваль и пир. Девы с небесных планет приняли облик жён брахманов и приходили к нему в дом, чтобы поклониться младенцу. Следуя индуистским обрядам, они подносили Нимаю дары, прикасались травой куша к его лбу, осыпали его рисом с куркумой.

### Детские игры
Будучи младенцем, Нимай мгновенно переставал плакать, стоило окружавшим его женщинам начать петь имена Кришны и хлопать в ладоши. Иногда соседские женщины приходили в дом Джаганнатхи Мишры и забавлялись тем, что сначала заставляли Нимая плакать, а потом успокаивали его звуками имени Кришны. Это рассматривается как начало проповеди Чайтаньей важности санкиртаны.
Когда Нимаю исполнилось шесть месяцев, был совершён обряд аннапрашана, обряд предложения ребёнку твёрдой пищи. Во время этого обряда было принято предлагать ребёнку на выбор деньги и священные книги, чтобы получить представление о его будущих наклонностях. Когда Нимаю поднесли с одной стороны монеты, а с другой — «Шримад-Бхагаватам» — Нимай выбрал «Шримад-Бхагаватам».
Однажды, когда Нимай ползал по двору, появилась змея, и он стал играть с ней. Все домочадцы пришли в ужас, но через некоторое время змея уползла, и Шачидеви унесла младенца. Однажды Нимая похитил вор, намеревавшийся найти укромное место и снять с ребёнка украшавшие его драгоценности. Получилось так, что вор заблудился, и, сбившись с пути, опять очутился прямо перед домом Джаганнатхи Мишры. Испугавшись, что его поймают, он бросил Нимая и убежал.
Как-то в доме Джаганнатхи Мишры принимали вайшнавского брахмана-паломника. Когда брахман предлагал пищу мурти Вишну, Нимай предстал перед ним и попробовал приготовленные блюда. Пищу пришлось признать негодной, потому что к ней уже прикоснулся ребёнок, и брахман вынужден был готовить заново. Во второй раз, однако, произошло то же самое. Только после того, как история повторилась в третий раз, Нимая смогли уложить в постель. Около полуночи, когда все обитатели дома крепко спали, брахман, закрывшись в своей комнате, стал вновь предлагать пищу божеству. Тут перед ним, как и прежде, появился Нимай и снова испортил подношение. Тогда брахман пришёл в отчаяние и заплакал, но так как все крепко спали, его никто не услышал. На этот раз Нимай раскрыл брахману своё тождество с самим Вишну и благословил его, попросив никому не рассказывать о случившемся.
Когда Нимаю было четыре года, он сел на выброшенные кухонные горшки, которые считались осквернёнными. Когда Шачидеви стала ругать его, Нимай объяснил ей, что понятия чистоты и скверны неприменимы к глиняным горшкам, выброшенным после приготовления прасада для Кришны.
Нимай был очень озорным ребёнком, часто он дразнил ортодоксальных брахманов, совершавших омовение в Ганге. Когда брахманы жаловались на поведение Нимая Джаганнатхе Мишре, Нимай тут же представал перед своим отцом в школьной форме и с книгами, как будто только что вернулся из школы. Нимай часто подшучивал над соседскими девушками, поклонявшимися у гхатов Шиве с целью получить хорошего мужа. Этот обычай широко распространён среди незамужних девушек в индуистских семьях. Нимай, расшалившись, появлялся перед девушками, призывая отдать себе все подношения, предназначенные для Шивы. Нимай говорил, что Шива был его преданным, а Парвати — его служанкой. Нимай заверял девушек, что поклоняясь ему, они смогут более успешно удовлетворить Шиву и других девов. Тех девушек, которые отказывались повиноваться, он проклинал. За свой отказ они должны были получить в мужья овдовевших стариков, имеющих по несколько детей. Те девушки, которые из страха или из любви предлагали Нимаю разные дары, получали от него благословение выйти замуж за хороших, молодых мужей, и иметь по дюжине детей.

### Учёба
На восьмом году Нимай начал обучаться в санскритской школе в Ганганагаре близ Майяпура, где его учителем был Гангадаса Пандит. За два года Нимай полностью овладел санскритской грамматикой и риторикой. В дальнейшем он самостоятельно продолжал учиться дома, пользуясь книгами, принадлежавшими его отцу. Нимай сам изучил писания смрити и ньяю (одну из шести основных философских систем индуизма), соревнуясь со своими друзьями, обучавшимися под руководством прославленного пандита Рагхунатхи Широмани.
К десяти годам Нимай стал учёным, сведущим в санскритской грамматике, риторике, смрити и ньяе. В это время, в 1496 году, его старший брат Вишварупа покинул дом и принял санньясу (жизненный уклад подвижника), что очень огорчило Джаганнатху Мишру и Шачидеви. Нимай утешил своих родителей, сказав, что будет служить и помогать им. Вскоре умер Джаганнатха Мишра, после чего Нимай заботился о своей овдовевшей матери и утешал её.

### Семейная жизнь
В возрасте пятнадцати лет Нимай женился на Лакшмиприе — дочери жителя Навадвипы по имени Валлабхачарья. К этому времени Чайтанья считался одним из лучших пандитов Навадвипы, которая в то время была прославленной столицей философии ньяя и санскритской учёности. Все местные пандиты и искушённые знатоки ньяи боялись вступать с ним в философские или литературные диспуты. Будучи человеком женатым, Чайтанье необходимо было зарабатывать на поддержание семьи и он отправился на заработки в Восточную Бенгалию, на берега реки Падмы. Там, благодаря своей учёности, он заработал значительную сумму денег. По возвращении из путешествия к Чайтанье присоединились его товарищи. Теперь он был настолько знаменит, что почитался лучшим пандитом Навадвипы. В это время он начал проповедовать вайшнавизм. В частности, он преподал основы вайшнавизма Тапане Мишре и велел ему поселиться в Варанаси. Пока Чайтанья был в Восточной Бенгалии, его супруга Лакшмиприя оставила этот мир от укуса змеи. Вернувшись домой, Чайтанья застал свою мать погруженной в скорбь. Он утешил её словами о бренности человеческого бытия. Вскоре, по просьбе матери, Чайтанья женился на Вишнуприе, дочери Санатаны Мишры.

### Философский диспут с Кешавой Кашмири
В то время в Навадвипу для участия в диспутах по шастрам прибыл известный на всю Индию кашмирский учёный-брахман Кешава Кашмири, которого ещё никому не удавалось победить в философском диспуте. Пандиты Навадвипы решили выставить против него Нимая, который, несмотря на свой юный возраст, уже прославился своей эрудицией и получил известность как Нимай Пандит. Пандиты Навадвипы рассудили, что, если Нимай Пандит потерпит поражение, у них останется возможность сразиться с учёным. Если же великий кашмирский пандит будет побеждён, то это только умножит их славу. Люди станут говорить, что простой ребёнок из Навадвипы одолел непобедимого учёного, известного всей Индии. Случилось так, что Нимай Пандит встретил Кешаву Кашмири, когда тот прогуливался по берегу Ганги. Нимай попросил его воспеть Гангу в стихах на санскрите. Кешава Кашмири на месте сочинил сто шлок, прославляющих Гангу, и прочитал их со скоростью урагана. Нимай, с одного раза запомнив наизусть все шлоки, процитировал шестьдесят четвертую шлоку и указал на риторические и литературные погрешности, содержащиеся в ней. В частности, он подверг сомнению правильность употребления слов бхавани-бхартух, назвав это тавтологией. Нимай указал на то, что бхавани означает «супруга Шивы», так кто же ещё может быть её бхартой, мужем? Затем, к великому удивлению кашмирского учёного, он отметил ещё несколько неточностей. Хотя это случилось ещё до официального публичного диспута, весть об этом быстро облетела всю Навадвипу. В эту ночь, богиня учёности Сарасвати явилась Кешаве Кашмири во сне и велела ему покориться Нимаю. На следующий день Кешава Кашмири признал своё поражение и стал последователем Нимая Пандита.
Когда Нимаю Пандиту исполнилось шестнадцать лет, он открыл свою собственную школу и начал преподавать в ней. Даже на занятиях по санскритской грамматике Нимай рассказывал своим ученикам о Кришне, объясняя все грамматические правила на примерах с именами Кришны. Впоследствии Джива Госвами составил учебник по санскритской грамматике, «Харинамамрита-вьякарана», в котором грамматика объясняется таким же способом.

### Принятие духовного посвящения и начало проповеди
В возрасте семнадцати лет Чайтанья совершил путешествие в Гаю, сопровождаемый множеством своих учеников. Там он принял духовное посвящение от Ишвары Пури, вайшнавского санньяси и ученика известного вайшнавского святого Мадхавендры Пури. По возвращении в Надию, Чайтанья начал проповедовать. Его религиозная природа проявила себя настолько ярко, что Адвайта Ачарья, Шриваса и другие вайшнавы были поражены переменой, произошедшей в юном Нимае. Он не был уже ни ньяйиком, утверждающим собственную точку зрения, ни ниспровергающим всех и вся ритором. Услышав имя Кришны, Чайтанья терял сознание и, переполняемый любовью к Кришне, вёл себя как одержимый.
Вскоре, завершив своё паломничество по всей Индии, к Чайтанье присоединился Нитьянанда, уже активно проповедовавший Кришна-бхакти, а также множество других проповедников вайшнавизма из самых разных частей Бенгалии. Таким образом, в Навадвипе собралась целая плеяда вайшнавских ачарьев, вдохновлённых проповедовать и донести до всех идеалы вайшнавского мировоззрения. Движение санкиртаны охватило всю Навадвипу, а штаб-квартирой Чайтаньи стали дома ближайших учеников-домохозяев: Шривасы Тхакура и Адвайты Ачарьи. Эти славившиеся своими познаниями лидеры общины брахманов стали самыми ревностными сторонниками движения Чайтаньи. Вскоре Чайтанья вместе со своими близкими сподвижниками начал проводить на дому у Шривасы Тхакура ночные киртаны. Там он проповедовал, пел, танцевал и проявлял многообразие духовных эмоций.

### Джагай и Мадхай
Согласно повелению Чайтаньи, каждый должен был ежедневно участвовать в проповеднической деятельности. Чайтанья наказал Нитьянанде и Харидасу Тхакуре идти и проповедовать от двери к двери, прося людей воспевать имена Кришны и вести праведную жизнь, а затем приходить и каждый вечер докладывать об успехах проповеди.
Однажды, проходя по главной улице Навадвипы, Нитьянанда и Харидаса Тхакур увидели возбуждённую толпу людей. Расспросив, они узнали, что два брата по имени Джагай и Мадхай, напившись, нарушали общественный порядок. Они также узнали историю двух братьев: оба они родились в почтенной брахманской семье, но из-за дурного общения превратились в распутников. Они были пьяницами, мясоедами, охотниками за женщинами, бандитами, погрязшими во всех грехах. Выслушав рассказы о них, Нитьянанда решил, что эти две падшие души в первую очередь нуждаются в милости Чайтаньи. Нитьянанда подумал, что если они перестанут грешить, это ещё больше прославит Чайтанью. Нитьянанда и Харидаса пробились сквозь толпу и попросили Джагая и Мадхая повторять святое имя Кришны. От этой просьбы братья пришли в ярость и обрушили на Нитьянанду поток ругательств. Вечером, когда Чайтанье был представлен отчёт о проповеднической деятельности, он был рад узнать, что Нитьянанда и Харидаса пытались спасти этих грешников.
На другой день Нитьянанда решил предпринять новую попытку проповеди братьям, но как только он приблизился к ним, Мадхай запустил в него обломком глиняного горшка, который попал Нитьянанде в лоб. Из раны полилась кровь, но Нитьянанда, вместо того чтобы возмутиться этим поступком, начал просить Джагая и Мадхая воспевать святое имя Кришны.
Джагай был потрясён поведением Нитьянанды и тут же начал молить его простить своего грешного брата. Мадхай, однако, вновь попытался ударить Нитьянанду. Джагай остановил его и стал умолять его попросить прощения у Нитьянанды. Тем временем весть о том, что Нитьянанда ранен, достигла Чайтаньи, который в гневе поспешил к месту происшествия. Чайтанья, будучи самим Кришной, тут же призвал Сударшана-чакру — своё главное оружие, имеющее форму диска. Чайтанья хотел было убить Джагая и Мадхая, но Нитьянанда напомнил ему о его миссии, которая заключалась в освобождении падших душ Кали-юги, а Джагай и Мадхай были типичными представителями таких падших людей. В Пуранах говорится, что девяносто процентов людей в Кали-югу подобны Джагаю и Мадхаю. Утверждается, что в Кали-югу люди во всём мире будут обладать качествами последних шудр.
Когда Чайтанья призывал свою Сударшана-чакру, а Нитьянанда умолял его простить братьев, оба брата припали к лотосным стопам Чайтаньи, прося прощения за своё недостойное поведение. Нитьянанда тоже просил Чайтанью простить раскаявшиеся души, и Чайтанья внял его просьбе с условием, что с этих пор братья навсегда откажутся от своей греховной и распутной жизни. Они согласились, пообещав бросить все свои греховные привычки, и Чайтанья простил их и никогда больше не напоминал им об их прошлых прегрешениях.
Жители Навадвипы были очень удивлены. Они начали говорить между собой о том, что Нимай Пандит несомненно является посланником Всевышнего. Начиная с этого времени и до двадцать третьего года своей жизни Чайтанья проповедовал своё учение в Надии и во всех городах и селениях в округе. В домах своих последователей Чайтанья являл чудеса, учил сокровенным началам бхакти и проводил киртаны. Чайтанья и его сподвижники также начали совершать санкиртану — публичное пение имён Кришны на улицах и базарах Навадвипы. Это вызвало настоящую сенсацию и самые разные отклики у разных частей населения.

### Организация кампании гражданского неповиновения и обращение мусульманского судьи
Некоторые брахманы завидовали популярности Нимая Пандита и строили ему разные козни. Их зависть дошла до того, что они обратились с жалобой к мусульманскому судье Навадвипы. Бенгалией тогда правили мусульмане, и губернатором провинции был Набоб Хуссейн Шах, а его наместником в Навадвипе был судья Чханд Кази. Брахманы утверждали, что Нимай нарушает принципы индуизма, позволяя всем без разбора петь ведические мантры.
Чханд Кази серьёзно отнёсся к жалобам брахманов и предупредил последователей Нимая Пандита, чтобы они не пели имена Кришны громко. Но Чайтанья велел своим последователям не подчиняться приказу мусульманского судьи и продолжать проводить уличную санкиртану. Тогда судья послал стражников, которые пришли в дом Шривасы Пандита и прервали санкиртану, разбив несколько мриданг. Они заявили, что если Нимай Пандит и его последователи не прекратят шуметь, проводя санкиртану на улицах, их силой обратят в ислам.
Когда Нимай Пандит узнал о случившемся, он немедленно организовал кампанию гражданского неповиновения. Вечером того же дня Чайтанья собрал большую толпу жителей города и разделил её на четырнадцать групп санкиртаны. Во главе с Чайтаньей, толпа, с факелами и пением, направилось к дому Чханда Кази. В процессии приняли участие несколько десятков тысяч человек с сотнями мриданг и караталов (ручных цимбал). Эта процессия прошла по улицам Навадвипы, демонстрируя неповиновение указам мусульманского судьи. Когда процессия достигла дома Чханда Кази, тот от страха укрылся на верхнем этаже. Люди были настроены очень воинственно, но Чайтанья призвал их к спокойствию. Тогда Чханд Кази спустился вниз и попытался умилостивить Чайтанью, обратившись к нему как к своему племяннику. Он заметил, что Ниламбара Чакраварти приходится ему дядей, следовательно, мать Нимая Пандита, Шачидеви, — его двоюродная сестра. Чханд Кази спросил Чайтанью, может ли сын его сестры гневаться на своего дядю по матери, на что тот ответил, что раз уж Чханд Кази приходится ему дядей, он должен достойно принять племянника в своём доме.
После этого, мусульманский судья вступил с Чайтаньей в долгую беседу о Коране и индуистских шастрах. Чайтанья задал вопрос об убийстве коров, и Чханд Кази отвечал Ему как положено, ссылаясь на Коран, и в свою очередь спросил о ведическом жертвоприношении коров. Чайтанья ответил, что это жертвоприношение, согласно Ведам, не является убийством. Старого быка или корову приносят в жертву, чтобы силой ведических мантр дать им молодое тело. Но в Кали-югу такие жертвоприношения коров запрещены, потому что нет квалифицированных брахманов, которые могли бы их проводить. Чайтанья объяснил, что в Кали-югу запрещены практически все ягьи, а для достижения любых целей рекомендуется только санкиртана. Чайтанья также указал на места в Коране, в которых говорилось о важности воспевания имён Бога. В конце концов, от общения с Чайтаньей сердце Кази переполнилось духовными эмоциями, все сомнения исчезли из его ума и он стал последователем Чайтаньи.
Чханд Кази объявил, что с этого времени никто не имеет права препятствовать движению санкиртаны и завещал это своим потомкам. В Навадвипе сохранилась могила Кази, и паломники-вайшнавы приходят туда, чтобы поклониться ему. В Навадвипе и поныне живут потомки Кази, и никогда, даже во время индо-мусульманских столкновений, они не препятствовали санкиртане. Жители Навадвипы были поражены духовным могуществом Нимая, и вскоре к его движению присоединились сотни новых последователей.

### Чудо сманговым деревом
Пока Чайтанья был грихастхой, он не являл тех чудес, какие обычно ожидают от подобных личностей, но однажды в разгар санкиртаны в доме Шривасы Тхакура он совершил чудо. Спросив у вайшнавов, чего бы им хотелось отведать, и узнав, что они хотят манго, Чайтанья попросил манговое семя и посадил его во дворе у Шривасы. Оно тотчас же проросло и на глазах у всех побег превратился во взрослое дерево, ветви которого сгибались под тяжестью спелых плодов. Дерево так и осталось стоять во дворе Шривасы, и с тех пор вайшнавы снимали с него столько плодов, сколько хотели.

### Принятие санньясы
Чайтанья считал любовь гопи Вриндавана к Кришне наивысшим проявлением любви к Богу. Отдавая должное чистоте их любви, Чайтанья однажды вместо имён Кришны начал воспевать имена гопи. В это время к нему подошли несколько учеников. Услышав, что Чайтанья повторяет имена гопи, они были крайне удивлены и посоветовали ему повторять имя Кришны, тем самым нарушив духовный экстаз Чайтаньи. Он отчитал их и выгнал вон. Эти студенты были почти одного возраста с Чайтаньей и вообразили, что равны ему. Среди обывателей этот случай вызвал злобные толки.
Когда это стало известно Чайтанье, он задумался над тем, что общество состоит из разных типов людей. Он заметил, что бхакти, главным образом, противятся студенты, учителя, люди, занятые кармической деятельностью, йоги и всевозможные атеисты. Чайтанья думал о выполнении своей миссии, которая заключалась в том, чтобы освободить все падшие души Кали-юги. Он пришёл к выводу, что если люди будут оскорблять его, принимая его за обыкновенного человека, то они лишатся возможности получить его милость. Чтобы стать на путь бхакти, они так или иначе должны оказывать ему почтение. Тогда Чайтанья решил принять отречённый образ жизни, санньясу, потому что большинство людей оказывают почтение санньяси, которые в индуизме считаются учителями всех варн и ашрамов.
В то время как Чайтанья размышлял о принятии санньясы, Навадвипу посетил Кешава Бхарати — санньяси школы майявады, живший в бенгальском городе Катва. Когда Кешава Бхарати пришёл отобедать дома у Чайтаньи, Чайтанья попросил посвятить его в санньясу. Таковым является порядок принятия санньясы — её можно принять только от другого санньяси. Мать и жена Чайтаньи уговаривали его не идти на этот шаг, но он был твёрд в своём решении. Хотя Чайтанья был самим Кришной и соответственно полностью независим во всех отношениях, тем не менее, желая соблюсти установленный порядок, он принял санньясу от Кешавы Бхарати, хотя тот и не принадлежал к одной из вайшнавских сампрадай.
Посоветовавшись с Кешавой Бхарати, Чайтанья отправился из Навадвипы в Катву, где и состоялась церемония, провести которую помогли Нитьянанда, Чандрашекхара Ачарья и Мукунда Датта. Принятие санньясы Чайтаньей подробно описано в «Чайтанья-бхагавате» Вриндаваны Дасы Тхакура. Произошло это в 1510 году, когда Чайтанье было 24 года. После этого он стал полноправным проповедником вайшнавизма.
При принятии санньясы, Нимай Пандит получил новое имя — Шри Кришна Чайтанья. Будучи санньяси, Чайтанья не носил ничего, кроме каупины (набедренной повязки) и бахирвасы (полотна, используемого как верхняя одежда). Его голова была обрита наголо, а в руках он носил данду и камандалу (отшельнический кувшин для воды). Пока Чайтанья был домохозяином, его основными помощниками были Адвайта Ачарья и Шриваса Тхакур, а после принятия санньясы его главными помощниками стали Нитьянанда, направленный проповедовать в Бенгалию, и шесть Госвами (Рупа Госвами, Санатана Госвами, Джива Госвами, Гопала Бхатта Госвами, Рагхунатха Даса Госвами и Рагхунатха Бхатта Госвами). Позже, Чайтанья послал их во Вриндавану, чтобы провести раскопки в местах, где ранее проходили игры Кришны.
Приняв санньясу, Чайтанья хотел сразу же отправиться во Вриндавану. Три дня подряд он шёл по местам, где не протекает Ганга. При одной лишь мысли о том, что он направляется во Вриндавану, Чайтанью охватывал духовный экстаз. Однако Нитьянанда отвлёк его от цели этого путешествия и привёл в дом Адвайты Ачарьи в Шантипуре, где Чайтанья провёл несколько дней. Понимая, что Чайтанья навсегда покидает свой дом, Адвайта Ачарья собрал в своём доме множество друзей и почитателей Чайтаньи из Навадвипы, а также послал своих слуг за его матерью Шачидеви, чтобы она могла увидеться с сыном. Когда Шачидеви встретилась со своим сыном в доме Адвайты Ачарьи и увидела его в одеянии санньяси, она долго причитала. В качестве компромисса, Шачидеви попросила Чайтанью не уезжать во Вриндавану, а обосноваться в Пури, откуда ей легче было бы получать известия о нём. Чайтанья согласился исполнить последнее желание своей матери.

### Путешествие в Пури
Затем Чайтанья направился в Пури. Его путешествие из Шантипура в Пури описано в его жизнеописаниях очень подробно. По берегу реки Бхагиратхи он дошёл до Чхатрабхога, а затем на лодке доплыл до Праяг-гхата в области Мединипур. Через Балешвар и Катак, посетив по пути храм Шивы в Бхубанешваре, он пришёл в Пури. Там он получил даршан Джаганнатхи в храме и остановился у Сарвабхаумы Бхаттачарьи по просьбе последнего.
По пути туда Чайтанья побывал во многих примечательных местах. Он посетил храм в Ремуне, в котором находилось божество Кришны, которое украло для своего преданного Мадхавендры Пури сгущённое молоко. С тех пор это мурти Кришны стало называться Кшира-чора-гопинатха. Описывается, что эта история доставила Чайтанье огромное удовольствие. Согласно традиции вайшнавизма, склонность к воровству есть даже в Боге, но когда её проявляет Бог, она уже не носит извращённого характера и становится предметом поклонения, поскольку с абсолютной точки зрения Бог и Его склонность к воровству тождественны друг другу. Эта история Мадхавендры Пури и Кшира-чора-гопинатхи ярко описана Кришнадасой Кавираджей в его «Чайтанья-чаритамрите».
После посещения храма Кшира-чора-гопинатхи в Ремуне, которая находится недалеко от города Баласор в штате Орисса, Чайтанья направился в Пури и по пути посетил храм Сакши-гопалы, в котором находится мурти Кришны, ставшее свидетелем в семейном споре двух брахманов-вайшнавов. Чайтанья с наслаждением выслушал историю Сакши-гопалы. В индуизме — мурти Бога, почитаемые в храмах — не идолы, а воплощения Бога, тождественные Ему во всех отношениях. На любовь вайшнава мурти отвечает взаимностью пропорционально силе его любви. В истории с Сакши-гопалой, желая уладить семейный конфликт между вайшнавами, а также чтобы проявить особую милость к своим слугам, Кришна прошествовал от Вриндаваны до Видьянагары, деревни в Ориссе, в форме своего воплощения мурти. Оттуда божество было перевезено в Каттак, где до сих пор ему поклоняются в храме Сакши-гопалы, который посещают тысячи паломников, направляющихся в Пури. Чайтанья переночевал там, а затем продолжил свой путь в Пури. По дороге Нитьянанда сломал его данду (посох санньяси). Чайтанья сделал вид, что рассердился на него за это, и пошёл в Пури один, оставив своих спутников позади.

### Чайтанья получает даршан Джаганнатхи
Войдя в храм Джаганнатхи в Пури и получив даршан божества Джаганнатхи, Чайтанья тотчас же погрузился в духовный экстаз и без чувств упал на пол храма. Служители храма не смогли понять духовной природы происходящего, но в это время там находился известный учёный пандит Сарвабхаума Бхаттачарья. Он был главным пандитом при дворе царя Ориссы Пратапарудры. Сарвабхаума Бхаттачарья принадлежал к школе Шанкары и был одним из крупнейших пандитов своего времени. Описывается, что его учёность не знала границ и что он был непревзойдённым ньяйиком, внутри своей школы считавшимся самым искушённым толкователем философии веданты. Сарвабхаума родился в Видьянагаре и там, в своей школе, преподавал философию ньяи большому числу учеников. Незадолго до рождения Чайтаньи он переехал в Пури.
Бхаттачарья, как человек широко образованный и хорошо знакомый с шастрами, смог понять, что случившийся с Чайтаньей при входе в храм Джаганнатхи обморок не был обычным явлением. Бхаттачарья понимал, что подобное духовное состояние встречается очень редко и бывает только у особо возвышенных личностей, которые находятся на уровне полного забвения материального бытия. Поэтому он попросил служителей храма отнести Чайтанью к нему домой, чтобы иметь возможность наблюдать за его бессознательным состоянием. Чайтанью тут же перенесли в дом Бхаттачарьи. Учёный пандит хотел тщательно проверить подлинность духовного состояния Чайтаньи, потому что люди часто имитируют внешние признаки духовного экстаза, щеголяя своими достижениями в стремлении привлечь простодушных людей и извлечь из этого выгоду. Однако Бхаттачарья был способен отличить притворщика от духовно возвышенной личности.
В случае с Чайтаньей Махапрабху Бхаттачарья проверил все симптомы в соответствии с указаниями шастр. Он наблюдал за сокращениями желудка, биением сердца, движением воздуха в ноздрях, прощупывал пульс Чайтаньи и понял, что деятельность всего организма приостановилась. Поднеся к его ноздрям небольшой клочок ваты, он по лёгкому колебанию волокон обнаружил едва заметное дыхание. Так он убедился в подлинности бессознательного состояния Чайтаньи и стал принимать предписанные в таких случаях меры. Бхаттачарья, однако, не знал, что Чайтанья мог прийти в сознание только от звуков имени Кришны, воспеваемого вайшнавами.
Тем временем подошедшие к храму спутники Чайтаньи узнали о случившемся от паломников, которые всё ещё обсуждали это происшествие. Узнав, что Чайтанья лежит без сознания в доме Сарвабхаумы Бхаттачарьи, они отправились туда. После того, как все пришедшие начали громко петь имена Кришны, Чайтанья пришёл в себя. Затем Бхаттачарья принял всех его спутников, включая Нитьянанду, и попросил их быть его почётными гостями. Вся группа, вместе с Чайтаньей, направилась к морю, чтобы совершить омовение, а Бхаттачарья приготовил для них помещение и пищу в доме Каши Мишры. Ему помогал его шурин, Гопинатха Ачарья. Бхаттачарью поразила красота Чайтаньи, и он выразил опасение, что столь прекрасному юноше будет непросто исполнять обеты санньяси на протяжении всей своей жизни. Гопинатха Ачарья, знавший Чайтанью ещё по Навадвипе и глубоко почитавший его, возразил, что этот санньяси не был простым человеком. По этому поводу между Гопинатхой Ачарьей и Бхаттачарьей завязалась дружеская беседа о божественности Чайтаньи, в ходе которой Гопинатха Ачарья пытался доказать, что Чайтанья является Всевышним, а Бхаттачарья утверждал, что он — один из великих вайшнавов. Оба отстаивали свою точку зрения, опираясь на шастры. Воплощения Бога в индуизме определяются по свидетельству шастр, а не большинством голосов группы людей.
Позже, Бхаттачарья рассказал о том, что он тоже был родом из окрестностей Навадвипы, что дед Чайтаньи по матери Ниламбара Чакраварти и отец Сарвабхаумы Бхаттачарьи учились в одной школе. Поэтому Чайтанья вызвал у Бхаттачарьи отеческое чувство.

### Обращение Сарвабхаумы Бхаттачарьи
Бхаттачарья был учителем многих санньяси в сампрадае Шанкары и сам был последователем этой школы. Поэтому Бхаттачарья пожелал, чтобы молодой санньяси Чайтанья выслушал учение веданты в его изложении. Веданту изучают все подлинные сампрадаи в индуизме, но каждая из них трактует её по-своему.
Чайтанья согласился брать у Бхаттачарьи уроки по веданте, и они расположились в храме Джаганнатхи, где Бхаттачарья говорил непрерывно в течение семи дней, и Чайтанья, не перебивая, очень внимательно слушал его. Молчание Чайтаньи заронило сомнение в сердце Бхаттачарьи, и он поинтересовался, почему Чайтанья ни о чём не спрашивает и никак не комментирует его толкования веданты.
Играя роль неразумного студента, Чайтанья сделал вид, что слушает веданту в изложении Бхаттачарьи, поскольку тот считал, что это входит в обязанности санньяси. Но Чайтанья не был согласен с его трактовкой. Этим он давал понять, что ведантисты из сампрадаи Шанкары или любой другой сампрадаи, не следующие наставлениям Вьясадевы, изучают веданту механически и их знание является неполным. В гаудия-вайшнавизме считается, что Вьяса, автор «Веданта-сутр» объяснил их значение в «Бхагавата-пуране». Не зная «Бхагавата-пураны», едва ли можно понять веданту.
Бхаттачарья догадывался о причине многодневного молчания Чайтаньи. Оно недвусмысленно показывало, что у Чайтаньи были свои соображения, и Бхаттачарья попросил его поделиться ими. На это Чайтанья ответил, что он прекрасно понимает смысл таких ведантических сутр, как джанмадй асья ятах, шастра-йонитват и атхато брахма-джигьяса, но когда Бхаттачарья даёт им свои толкования, их становится трудно понять. Смысл сутр уже разъяснён в них самих, а толкования Бхаттачарьи только скрывают его, подменяя его чем-то другим. Чайтанья заявил, что Бхаттачарья сознательно не принимает прямого смысла сутр, а вместо этого даёт им собственные косвенные толкования.
В продолжении Чайтанья объяснил, что смысл мантр Упанишад был обобщён Вьясой в «Веданта-сутрах». Авторитет Вед бесспорен и не подлежит сомнению. Всё сказанное в Ведах следует принимать полностью, иначе это представляет собой вызов их авторитету. Ведические наставления самодостаточны, и если какие-то мирские существа трактуют их по-своему, они тем самым отрицают авторитет Вед. Мнение составителя ведической литературы Вьясы уже представлено в сутрах, и нет необходимости обращаться за их толкованием к менее значительным личностям. «Веданта-сутры» «сияют, как полуденное солнце», а попытка Бхаттачарьи дать светозарным «Веданта-сутрам» собственное толкование затмевает это солнце облаком его воображения.
Бхаттачарья пытался защитить себя и школу майявады, к которой принадлежал, с помощью логических и грамматических уловок, но благодаря своим аргументам Чайтанья одержал над ним полную победу. Он подтвердил, что живые существа вечно связаны с Личностью Бога, и что их долг во взаимоотношениях с Ним — любовное преданное служение, бхакти. В результате таких взаимоотношений джива достигает премы, чистой любви к Богу. Когда человек достигает любви к Богу, сама собой приходит и любовь ко всем другим живым существам, потому что Бог есть совокупность всех живых существ.
Чайтанья сказал, что в Ведах только три темы имеют значение: вечная связь с Богом, взаимоотношения с Ним и достижения любви к Нему, — всё остальное является излишним и надуманным. Затем Чайтанья добавил, что философия майявады, которой учил Шанкара, представляет собой мнимое объяснение Вед, которое Шанкара проповедовал по повелению Всевышнего. В «Падма-пуране» описывается, как Вишну приказал Шиве отвлечь от Него, Верховного Господа, человечество. Личность Бога необходимо было скрыть, чтобы поощрить людей к умножению потомства. Тогда Шива пообещал прийти на землю в Кали-югу в облике брахмана и проповедовать философию майявады.
Выслушав всё, что сказал Чайтанья, Бхаттачарья был поражён. Чайтанья заверил его, что нет причин для удивления и объявил, что преданное служение Богу является высшей целью человеческой жизни. Затем Чайтанья процитировал шлоку из «Бхагавата-пураны» и объяснил Бхаттачарье, что даже освобождённые души, которые полностью погружены в процесс духовного осознания, также приходят к бхакти, потому что Кришна обладает духовными качествами, привлекающими сердца даже освобождённых душ. Тогда Бхаттачарья выразил желание услышать от Чайтаньи объяснение «шлоки атмарама» из «Бхагавата-пураны» (1.7.10). Но Чайтанья попросил в ответ, чтобы Бхаттачарья сначала сам объяснил эту шлоку, сказав, что своё толкование даст после него. Бхаттачарья объяснил шлоку как подобает учёному, опираясь, в основном, на логику. Он дал девять основанных на логике различных объяснений.
Выслушав Бхаттачарью, Чайтанья поблагодарил его за проделанный научный анализ, а затем дал шестьдесят четыре своих толкования, помимо девяти, данных Бхаттачарьей. Выслушав от Чайтаньи объяснение шлоки атмарама, Бхаттачарья пришёл к выводу, что ни одно из земных существ не способно провести такой научный анализ. Ранее Гопинатха Ачарья пытался убедить его в божественности Чайтаньи, однако тогда он не смог согласиться с этим. Но объяснение Чайтаньей «Веданта-сутр» и шлоки атмарама поразило Бхаттачарью. Он понял, что совершил величайшее оскорбление, не признав в Чайтанье самого Кришну. После этого Бхаттачарья предался Чайтанье, раскаявшись в том, что раньше неподобающе вёл себя с ним. Тогда Чайтанья предстал перед ним в своей четырёхрукой форме Нараяны, а затем в своей двурукой форме Кришны с флейтой в руках.
Бхаттачарья тут же припал к стопам Чайтаньи и, восхваляя его, сочинил более ста шлок. Описывается, что когда Чайтанья обнял его, Бхаттачарья впал в духовный экстаз, утратил физическое восприятие жизни. Слёзы, дрожь, сердцебиение, испарина, наплыв чувств, танец, пение, крики — все восемь признаков транса проявились в его теле. Гопинатха Ачарья очень обрадовался и удивился чудесному обращению своего шурина. Из ста шлок, в которых Бхаттачарья прославил Чайтанью, в двух объясняется суть миссии Чайтаньи.
- Я предаюсь Личности Бога, который явил Себя как Господь Шри Чайтанья Махапрабху. Он — океан милости. Он низошёл, чтобы дать нам знание, научить нас непривязанности к материальному и преданному служению Ему.
- Поскольку с течением времени чистое преданное служение Господу было предано забвению, Господь явил Себя, чтобы возродить эти принципы, и потому я припадаю к Его лотосным стопам.

## Традиция и культурное наследие Чайтаньи

### Чайтанья как основатель гаудия-вайшнавизма
Несмотря на то, что Чайтанья получил инициацию в философском течении (сампрадае) Мадхавачарьи, которое относится к двайта-веданте, из-за существующих значительных различий в теологии и духовных практиках с линией Мадхвачарьи, Чайтанья считается основателем своей собственной философской традиции в рамках вайшнавизма, известной как гаудия-вайшнавизм.

### Шикшаштака
Насколько известно, Чайтанья не оставил после себя никаких письменных наставлений, за исключением Шикшаштаки (что в переводе с санскрита означает «восемь наставлений»). Считается, что в этих стихах содержится в сжатой форме вся философия гаудия-вайшнавизма.

### Шесть Госвами Вриндавана и их последователи
Чайтанья попросил избранную группу своих последователей (которые позднее стали известны как Шесть Госвами Вриндавана) систематически изложить в письменной форме гаудия-вайшнавское богословие. Этих вайшнавов-святых и богословов звали: Рупа Госвами, Санатана Госвами, Гопала Бхатта Госвами, Рагхунатха Бхатта Госвами, Рагхунатха Даса Госвами и Джива Госвами, который был племянником братьев Рупы и Санатаны. Они были ответственны за создание теологии гаудия-вайшнавизма.
Нароттама Даса Тхакура, Шриниваса Ачарья и Шьямананда Пандита были самыми активными проповедниками во втором поколении гаудия-вайшнавизма. Получив обучение у Дживы Госвами, они сыграли ключевую роль в распространении учений Шести Госвами Вриндавана по всей Бенгалии, Ориссе и другим регионам Восточной Индии.
В первый раз лидеры всех ветвей последователей Чайтаньи собрались вместе на фестивале в Кхетури, организованном женой Нитьянанды Прабху — Джахнава Тхакурани. На таких фестивалях различные группы последователей Чайтаньи получали возможность познакомиться друг с другом и ознакомиться с теологическими и практическими нюансами каждой ветви.

### Учение Чайтаньи на Западе
В самом начале XX века учение Чайтаньи принёс на Запад санньяси Баба Премананда Бхарати (1858—1914), принадлежавший к гаудийя-вайшнавской традиции с особенностями  ривайвелистского движения вокруг гуру Прабху Джагадбандху, почитаемого последователями за новое воплощение Чайтаньи. Он прибыл в США в 1902 году, где выступал с лекциями, основал существовавшее непродолжительное время общество «Кришна-самадж» (Krishna Samaj) в Нью-Йорке и храм в Лос-Анджелесе. В 1904 в Нью-Йорке он опубликовал, по оценкам отдельных исследователей, первый обширный трактат гаудийя-вайшнавизма на английском «Sree Krishna—the Lord of Love»: автор отослал её экземпляр Л. Н. Толстому, который был буквально изумлён и впоследствии цитировал её текст в своём знаменитом открытом «Письме индусу». Последователи Бабы Бхарати позднее создали несколько организаций, в том числе ныне не действующие «Order of Living Service» и «AUM Temple of Universal Truth».
Во второй половине ХХ столетия Бхактиведанта Свами Прабхупада, который был представителем ветви Сарасвата (то есть учеников Бхактисиддханты Сарасвати) в традиции Чайтаньи. С целью распространения учения Чайтаньи по всему миру, Бхактиведанта Свами основал в 1966 году в США Международное общество сознания Кришны. Клаус Клостермайер оценивает вклад Чайтаньи и Бхактиведанты Свами Прабхупады следующим образом:
Вклад Чайтаньи Махапрабху и его последователей в культуру XVI века, в воспитание чувств людей, в формирование как искусства, так и религии огромен. Чайтанья принёс в религию красоту и искусство, он направлял эмоции верующих к высшему объекту. Тем, кто отождествлял религию исключительно с отречением и отказом от всех форм наслаждения, Чайтанья Махапрабху подсказал, что Бог есть Любовь, Бог есть Радость, Бог есть Жизнь. Обществу, которое, не раздумывая, отождествляло счастье с чувственными наслаждениями, самовосхвалением и всем, что можно купить за деньги, Шрила Прабхупада проповедовал трансцендентное блаженство жизни в сознании Бога. Мир, в котором Бог присутствует лично, не может быть иллюзией. Для Бхактиведанты Свами было гораздо важнее найти Бога в мире, чем покинуть мир в поисках освобождения. Вместо того, чтобы назвать чувства вратами в ад и объявить объекты чувств причиной всех страданий жизни, Чайтанья (и, соответственно, Шрила Прабхупада) провозгласил их вратами в рай и инструментами духовного развития.
Ближе к концу XX века, другие гуру из ветви Сарасвата, а также и последователи остальных движений в индуизме в которых поклоняются Чайтанье Махапрабху, в их числе преданные из важнейших святых мест вайшнавизма в районах Матхуры, Западной Бенгалии и Ориссы, тоже основали храмы, посвящённые Кришне и Чайтанье за пределами Индии.
С конца XX века Кришна-бхакти также изучается как наука кришналогия в ряде высших учебных заведений мира.

### Влияние Чайтаньи на индуизм
Вдобавок к сильному влиянию на индуизм в целом, в Бенгалии культурное наследие Чайтаньи оставило глубокий след: множество людей совершает поклонение ему как аватаре Кришны ежедневно.
Чайтанье также приписывается нахождение утерянного древнего писания «Брахма-самхита».

## Чайтанья в гаудия-вайшнавизме
Кришнаитские богословы приводят ряд цитат из Вед и Пуран, в которых, по их мнению, был предсказан приход Чайтаньи, его миссия и его божественное положение. Один из ключевых текстов — это текст 11.5.32 из «Шримад-Бхагаватам» — одной из основных Пуран, которую традиция индуизма датирует концом IV тыс. до н. э., а большинство учёных — IX веком.

kṛṣṇa-varṇaḿ tviṣākṛṣṇaḿ 

sāńgopāńgāstra-pārṣadam 

yajñaiḥ sańkīrtana-prāyair 

yajanti hi su-medhasaḥ 

В век Кали разумные люди, собираясь вместе, славят Господа и поклоняются Его воплощению, непрестанно поющему имя Кришны. Хотя цвет Его тела не темный, это Сам Кришна. С Ним всегда Его личные спутники, слуги, оружие и приближённые.
Средневековый кришнаитский богослов Джива Госвами, объясняя этот стих в своём комментарии к «Шримад-Бхагаватам» «Крама-сандарбха» говорит, что иногда Кришна нисходит в этот мир в златокожем облике. Златокожий Кришна — это и есть Чайтанья, «почитаемый разумными людьми нашей эпохи». Об этом говорится в другом месте в «Шримад-Бхагаватам», в словах риши Гарги, который говорит, что, хотя Кришна родился темнокожим, в другие юги он воплощается в теле красного, белого или жёлтого цвета. В Сатья-югу и Трета-югу он является в теле белого и красного цветов. В облике Чайтаньи Махапрабху, Кришна явил себя в теле золотисто-жёлтого цвета и поэтому прославился под именем Гаурахари («золотистого Хари»).
Джива Госвами поясняет, что выражение кришна-варнам в данном стихе Бхагаватам указывает на Чайтанью. Имя «Кришна» в одинаковой степени относится и к Кришне, и к Чайтанье. Хотя Чайтанья Махапрабху — сам Всевышний, Кришна, он непрестанно говорит о Кришне и испытывает духовное блаженство, когда воспевает и вспоминает его имя и облик. Сам Кришна явился в образе Чайтаньи, чтобы дать людям высшую религию любви.
Чайтанья всегда занимался киртаном — пением и прославлением святого имя Кришны, и, поскольку он неотличен от Кришны, говорится, что любой, кто встречается с ним, невольно сам начинает петь имена Кришны и рассказывать о нём другим. Считается, что Чайтанья «вдыхает в человека божественное сознание Кришны и тем самым погружает его в духовное блаженство». В лице Чайтаньи людям всегда предстает сам Кришна — как лично, так и в звуке своего имени. В священных текстах гаудия-вайшнавизма утверждается, что достаточно взглянуть на Чайтанью Махапрабху, и человек сразу вспоминает о Кришне. Чайтанья — не кто иной, как сам Кришна.
Слово сангопангастра-паршадам также рассматривается как доказательство того, что Чайтанья — это сам Кришна. Чайтанья всегда украшен браслетами из сандалового дерева и умащён сандаловой пастой. Своей красотой он пленяет всех людей Кали-юги. В другие века Бог покорял асуров силой оружия, но в нынешний век он делает это, «приняв неотразимо прекрасный облик Чайтаньи Махапрабху». Джива Госвами объясняет, что красота Чайтаньи — это астра, оружие против демонов. Поскольку Чайтанья привлекателен для всех, все девы находятся в кругу его приближённых. Его деяния необычны, а спутники — прекрасны. Когда Чайтанья проповедовал движение санкиртаны, он сделал своими последователями известных пандитов и ачарьев, особенно в Бенгалии и Ориссе. Чайтанью всегда сопровождают его ближайшие спутники: Нитьянанда, Адвайта Ачарья, Гададхара Пандит и Шриваса Тхакур.
В своём комментарии Джива Госвами цитирует стих из ведического писания, в котором говорится о ненужности обрядовых жертвоприношений и церемоний. Джива Госвами замечает, что вместо показных, помпезных ритуалов люди всех каст, национальностей и вероисповеданий должны собираться вместе и под пение мантры Харе Кришна поклоняться Чайтанье. Он говорит, что слова кришна-варнам твишакришнам указывают на то, что предпочтение нужно отдавать киртану имени Кришны, как это делал сам Чайтанья. Поэтому, чтобы поклоняться Чайтанье, нужно вместе с другими петь мантру Харе Кришна. Джива Госвами также говорит о том, что не имеет смысла призывать людей поклоняться Богу в храмах, церквях и мечетях: они потеряли к этому всякий интерес. Но мантру Харе Кришна люди могут петь и повторять везде и всюду. Такое поклонение Чайтанье — самый возвышенный вид деятельности, и, занимаясь ей, человек достигает конечной цели дхармы: приносит удовлетворение Всевышнему.
Сарвабхаума Бхаттачарья, знаменитый ученик Чайтаньи, сказал: «Суть преданного служения была забыта, поэтому Кришна Чайтанья пришёл, чтобы восстановить путь бхакти. Он очень милостив, ибо распространяет любовь к Кришне. Пусть же каждого всё сильнее влечёт к его лотосным стопам, как пчелу влечёт к цветку лотоса».